# مجید بهزادپور
مجید بهزادپور اقتصاددان و مدیر ارشد اجرایی ایرانی است که از ۱۴۰۰ تا ۱۴۰۲ ریاست کل بیمه مرکزی جمهوری اسلامی ایران را برعهده داشت. وی پیش‌تر معاونت برنامه‌ریزی و مدیریت منابع سازمان ثبت اسناد و املاک کشور را بر عهده داشت. بهزادپور همچنین در دوره‌های مختلف سرپرست معاونت توسعه مدیریت و منابع بیمه مرکزی جمهوری اسلامی ایران بوده است. بهزادپور از شهریور ۱۴۰۲ تا مرداد ۱۴۰۳ مشاور وزیر اقتصاد وقت، سید احسان خاندوزی بود.